# (7157) Lofgren
(7157) Lofgren est un astéroïde de la ceinture principale.

## Description
(7157) Lofgren est un astéroïde de la ceinture principale. Il fut découvert le 1er mars 1981 à Siding Spring par Schelte J. Bus. Il présente une orbite caractérisée par un demi-grand axe de 2,20 UA, une excentricité de 0,23 et une inclinaison de 4,1° par rapport à l'écliptique.

## Compléments